# Serhij Dolhans'kyj
Serhij Mykolajovyč Dolhans'kyj (in ucraino Сергій Миколайович Долганський?; Zdolbuniv, 26 settembre 1990) è un ex calciatore ucraino, di ruolo portiere.